# Ф'єнь
Ф'єнь, Ф'єні (рум. Fieni) — місто у повіті Димбовіца в Румунії. Адміністративно місту підпорядковані такі села (дані про населення за 2002 рік):
- Беревоєшть (681 особа)
- Костешть (915 осіб)

Місто розташоване на відстані 93 км на північний захід від Бухареста, 22 км на північ від Тирговіште, 61 км на південь від Брашова.

## Населення
За даними перепису населення 2002 року у місті проживала 7701 особа.
Національний склад населення міста:
| Національність   | Кількість осіб | Відсоток |
| ---------------- | -------------- | -------- |
| румуни           | 7681           | 99,7%    |
| цигани           | 12             | 0,2%     |
| угорці           | 4              | 0,1%     |
| росіяни-липовани | 1              | < 0,1%   |
| турки            | 1              | < 0,1%   |
| італійці         | 1              | < 0,1%   |

Рідною мовою назвали:
| Мова       | Кількість осіб | Відсоток |
| ---------- | -------------- | -------- |
| румунська  | 7694           | 99,9%    |
| угорська   | 4              | 0,1%     |
| турецька   | 1              | < 0,1%   |
| італійська | 1              | < 0,1%   |

Склад населення міста за віросповіданням:
| Релігія        | Кількість осіб | Відсоток |
| -------------- | -------------- | -------- |
| православні    | 7610           | 98,8%    |
| бретрени       | 35             | 0,5%     |
| адвентисти     | 27             | 0,4%     |
| римо-католики  | 8              | 0,1%     |
| баптисти       | 7              | 0,1%     |
| лютерани       | 7              | 0,1%     |
| реформати      | 3              | < 0,1%   |
| греко-католики | 3              | < 0,1%   |
| мусульмани     | 1              | < 0,1%   |

## Зовнішні посилання
- Дані про місто Ф'єнь на сайті Ghidul Primăriilor